# Laxardal
Laxardal (del nórdico antiguo: Laxárdalr) es una región geográfica localizada al noroeste de Islandia, actualmente condado de Skagafjarðarsýsla, en la región de Norðurland vestra.
Es un municipio famoso por su mención en la Saga de Laxdœla y los acontecimientos protagonizados por su población en el siglo X y tierra de personajes históricos en la era vikinga como Auðr djúpúðga Ketilsdóttir, Hoskuld Dala-Kollsson, Hrut Herjolfsson y Ólafur pái Höskuldsson.